# دیم گریس
دِیم گریس (انگلیسی: Dame Grease؛ زادهٔ ۹ اوت ۱۹۷۴) یک موسیقی‌دان، تهیه‌کننده و خواننده موسیقی هیپ‌هاپ اهل ایالات متحده آمریکا است. وی از سال ۱۹۹۶ میلادی تاکنون مشغول فعالیت بوده‌است.
از فیلم‌ها یا مجموعه‌های تلویزیونی که وی در آن‌ها نقش داشته‌است می‌توان به زاده برای مرگ و زخم‌های کهنه اشاره نمود.